# Sheldahl
Sheldahl é uma cidade localizada no estado americano de Iowa, no Condado de Boone e Condado de Polk e Condado de Story.

## Demografia
Segundo o censo americano de 2000, a sua população era de 336 habitantes.
Em 2006, foi estimada uma população de 309, um decréscimo de 27 (-8.0%).

## Geografia
De acordo com o United States Census Bureau tem uma área de
2,2 km², dos quais 2,2 km² cobertos por terra e 0,0 km² cobertos por água.

## Localidades na vizinhança
O diagrama seguinte representa as localidades num raio de 12 km ao redor de Sheldahl.